# Karahánida uralkodók listája
A Karahánidák birodalma egy rövid életű közép-ázsiai kánság volt a középkorban.
| Uralkodó      | Uralkodott              | Megjegyzés                         |
| ------------- | ----------------------- | ---------------------------------- |
| Bilge         | kán: 840 – †893         |                                    |
| Bazir         | kán: 893 – †920         |                                    |
| Ogulcsak      | kán: 893 – †940         |                                    |
| Szatuk        | kán: 920 – †955         | 932-ben felvette a iszlám vallást. |
| Músza         | kán: 955 – †958         |                                    |
| I. Szulejmán  | kán: 958 – †970         |                                    |
| I. Ali        | kán: 970 – †998         |                                    |
| I. Ahmed      | kán: 998 – †1017        |                                    |
| Manszúr       | kán: 1017 – †1024       |                                    |
| Juszuf        | kán: 1026 – †1032       |                                    |
| II. Ali       | kán: 1020 k. – †1034 k. | Szamarkandban.                     |
| Ebu           | kán: 1032 – †1042       |                                    |
| I. Mohammed   | kán: 1042 – †1052       |                                    |
| I. Ibráhím    | kán: 1052 – †1068       |                                    |
| I. Naszr      | kán: 1068 – †1080       |                                    |
| Khidr         | kán: 1080 – †1081       |                                    |
| II. Ahmed     | kán: 1081 – †1089       |                                    |
| Jakub         | kán: 1089 – †1095       |                                    |
| I. Maszúd     | kán: 1095 – †1097       |                                    |
| II. Szulejmán | kán: 1097 – †1097       |                                    |
| I. Mahmúd     | kán: 1097 – †1099       |                                    |
| Dzsibráíl     | kán: 1099 – †1102       |                                    |
| II. Mohammed  | kán: 1102 – †1129       |                                    |
| II. Naszr     | kán: 1129 – †1129       |                                    |
| III. Ahmed    | kán: 1129 – †1130       |                                    |
| Haszan        | kán: 1130 – †1132       |                                    |
| II. Ibráhím   | kán: 1132 – †1132       |                                    |
| II. Mahmúd    | kán: 1132 – †1141       |                                    |
| III. Ibráhím  | kán: 1141 – †1156       |                                    |
| III. Ali      | kán: 1156 – †1161       |                                    |
| II. Maszúd    | kán: 1161 – †1171       |                                    |
| III. Mohammed | kán: 1171 – †1178       |                                    |
| IV. Ibráhím   | kán: 1178 – †1204       |                                    |
| Oszmán        | kán: 1204 – †1212       |                                    |

## Fordítás
- Ez a szócikk részben vagy egészben  a   Kara-Khanid Khanate#Kara-Khanid dynasty című angol Wikipédia-szócikk fordításán alapul.  Az eredeti cikk szerkesztőit annak laptörténete sorolja fel. Ez a jelzés csupán a megfogalmazás eredetét és a szerzői jogokat jelzi, nem szolgál a cikkben szereplő információk forrásmegjelöléseként.